# Бернардо Провенцано
Бернардо Провенцано (італ. Bernardo Provenzano ; 31 січня 1933, Корлеоне, Італія — 13 липня 2016, Мілан) — член сицилійської мафії, вважався главою мафіозного угрупування в місті Корлеоне і де-факто босом босів усієї сицилійської мафії до свого арешту в 2006 році. До цього часу вже понад сорок років перебував у бігах, і на момент арешту у італійської поліції було лише одне його фото 1959 року.

## Біографія
Народився в селянській сім'ї третім із семи дітей Анджело Провенцано, покинув школу після закінчення початкового ступеня і почав батрачити разом із батьком. У 1954 році був призваний на військову службу (мав проходити її в 51-й авіаційній бригаді в Тревізо, але дуже скоро був звільнений на підставі медичного свідоцтва). У ранньому віці почав чинити дрібні злочини, потім вступив у мафіозне угруповання Лучано Ліджо, який перебував у підпорядкуванні у Мікеле Наварри. 2 серпня 1958 Ліджо організував вбивство Наварри, і в Корлеоне почалася війна між прихильниками того і іншого боса, в якій Провенцано став на бік Ліджо. 6 вересня 1958 року в числі трьох кілерів відкрив стрілянину в натовпі по людях з клану Наварри, в результаті якої було поранено жінку та двох дітей, сам був поранений у голову, затриманий карабінерами та звинувачений на підставі свідчень свідків. Однак, згодом деякі з них відмовилися свідчити проти нього, і в 1959 Провенцано був у даній справі виправданий.
10 вересня 1963 року в поліцію надійшла заява, в якій Провенцано звинувачувався у вбивстві мафіозо Франческо Паоло Стрьова, а також у членстві у злочинному співтоваристві та у незаконному носінні зброї. З цього моменту й обчислюється період «підпільного» життя Провенцано, протягом якого він ховався від поліції. Згідно з заявами представників органів правопорядку, Ріїна та Провенцано очолили мафіозні сім'ї Корлеоне у 1974 році, після арешту Ліджо. У 1981 році вони почали так звану «другу мафіозну війну» (першу таку війну відносять до початку шістдесятих), в ході якої знищували босів кланів, що суперничають, замінюючи їх своїми людьми. Особисто Провенцано контролював насамперед зв'язки з Віто Чанчіміно, колишнім мером Палермо. У 1992 році, після закінчення так званого Максіпроцесу, коли до довічних термінів ув'язнення було засуджено багато босів мафії, почалася серія політичних вбивств, у тому числі європарламентарія Сальво Ліма (12 березня 1992), а також суддів Джованні Фальконе і Паоло Борселліно, але після арешту Ріїни 1993 року Провенцано зміг переконати агресивну «фракцію» мафії припинити терор. Заарештований у квітні 2006 року на околицях Корлеоне.
Мав прізвисько «Трактор Бінну» (сиц. Binnu u' Tratturi, італ. Bernardo il trattore), оскільки, за словами одного інформатора, «він косить людей», або просто «Дядько Бінну» (сиц. Zu Binnu). Ще одна його кличка, «Бухгалтер» (італ. il ragioniere), з'явилася, ймовірно, через майстерний і м'який підхід до управління своєю кримінальною імперією, принаймні, порівняно з деякими більш жорстокими попередниками.
Провенцано утримувався у в'язниці міста Терні в умовах особливо суворого режиму, встановленого спеціально для нього: цілодобове відео- та аудіоспостереження, спілкування лише зі своїми адвокатами, а раз на місяць побачення — з дружиною Саверією та синами — Анджело та Паоло.
Помер від раку сечового міхура в міланській лікарні Святого Павла 13 липня 2016.